# Sanxiasaurus

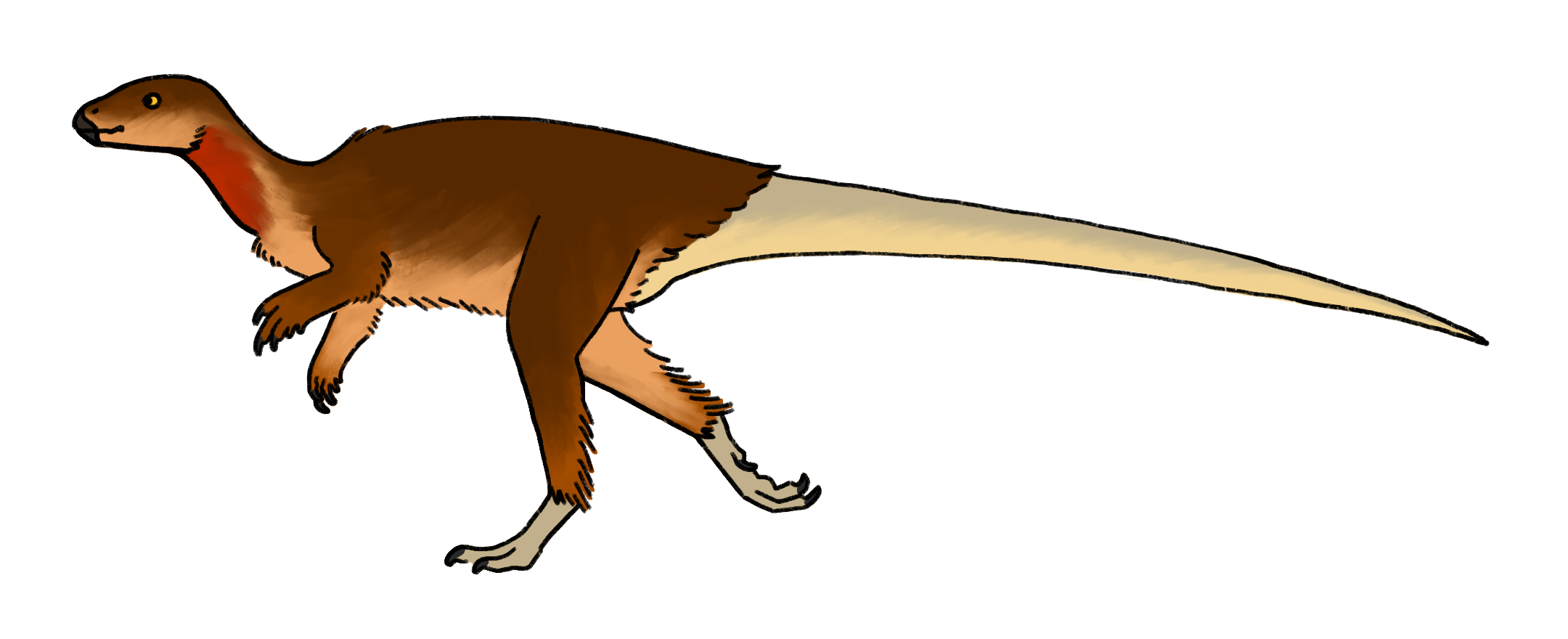
Sanxiasaurus

Sanxiasaurus modaoxiensis is een plantenetende ornithischische dinosauriër die tijdens de middelste Jura leefde in het gebied van het huidige China.

## Vondst en naamgeving
In de gemeente Chongqing in de prefectuur Yunyang in de provincie Sichuan werd in 2016 door het No. 208 Hydrogeological and Engineering Geological Team, Chongqing Bureau of Geological and Mineral Resource Exploration and Development bij het dorp Laojun in het stadsdistrict Puan het skelet gevonden van een kleine dinosauriër. Het werd geprepareerd door Zhang Yuqing.
In 2019 werd de typesoort Sanxiasaurus modaoxiensis benoemd en beschreven door Li Ning, Dai Hui, Tan Chao, Hu Xufeng, Wei Zhaoying, Lin Yu, Wei Guangbiao, Li Deliang, Meng Li, Hao Baoqiao, You Hailu en Peng Guangzhao. De geslachtsnaam verwijst naar de San Xia, de Drie Kloven waar de Yangtze doorheen stroomt, en daarmee indirect ook naar het Sanxia National Geological Park, het grootste geologische natuurpark van China. De soortaanduiding verwijst naar de herkomst bij de oostelijke oever van de rivier de Modaoxi, een zijrivier van de Yangtze. De onderzoekers zijn verbonden aan instituten die het project van de Drieklovendam ondersteunen.
Het fossiel, holotype CLGPR V00003, is gevonden in een meerafzetting van de bovenste Xintiangouformatie, vermoedelijk daterend uit het Aalenien, ruwweg 171 miljoen jaar oud. Fossielen van gewervelden zijn in deze formatie zeer zeldzaam. Tot 2016 waren er wat landdieren betreft alleen wat botten van Sauropoda aangetroffen. De nieuwe vindplaats leverde beenderen van Dinosauria, Plesiosauria en Pterosauria op waaronder vijfenvijftig botten van het holotype. Het bestaat uit een gedeeltelijk skelet zonder schedel. Het omvat twee halswervels, elf ruggenwervels, de eerste vier sacrale wervels van het heiligbeen, achttien staartwervels waaronder een reeks van acht wervels van de staartbasis, een reeks van drie wervels van de voorste middelste staart, twee van de achterste middelste staart en een reeks van vijf wervels van de achterste staart, beide opperarmbeenderen, beide ellepijpen en beide spaakbeenderen, delen van het bekken waaronder het rechterdarmbeen en het rechterzitbeen, de bovenkant van het linkerdijbeen, de bovenkant van het rechterdijbeen, beide scheenbeenderen, het linkerkuitbeen, het eerste en tweede rechtermiddenvoetsbeen, het vierde linkermiddenvoetsbeen en vier teenkootjes, waaronder een klauw. De botten lagen grotendeels niet in verband op het heiligbeen na, verspreid over een oppervlakte van vijf vierkante meter. Ze vertegenwoordigen vermoedelijk één enkel individu dat nog niet volwassen was.

## Beschrijving

### Grootte en onderscheidende kenmerken
Sanxiasaurus is een kleine soort, de lichaamslengte van het holotype is geschat op 1,6 meter. Daarbij moet echter een mogelijk onvolgroeid zijn in aanmerking worden genomen. Hij is een tweevoeter en de voorpoten zijn, hoewel slank en langwerpig, vrij kort. Het opperarmbeen heeft 66%-71% van de dijbeenlengte.
De beschrijvers stelden enkele kenmerken vast waarin Sanxiasaurus zich zou moeten onderscheiden van andere basale neornithischiërs. Het gaat om een unieke combinatie van op zich niet unieke eigenschappen. Het heiligbeen telt minstens vier sacrale wervels. Het opperarmbeen is over zijn volle lengte sterk naar buiten gebogen. Bij het zitbeen bevindt het uitsteeksel aan de voorrand, de processus obturatorius, zich halverwege de schacht. Bij het dijbeen is de trochanter minor verbreed, vleugelvormig en horizontaal ongeveer even breed als de trochanter major. Het scheenbeen heeft aan de achterste zijrand van de onderkant een langwerpig uitsteeksel. De meeste van deze kenmerken zijn op zich synapomorfieën van de Neornithischia en dus in wezen juist niet onderscheidend. De beschrijvers wilden er een verschil mee uitdrukken met basale Ornithischia buiten de Neornithischia. Wel onderscheidend zijn het gebogen opperarmbeen en de lage positie van de processus obturatorius.

### Skelet
De halswervels zijn amficoel, matig lang en gekield. Ze hebben uithollingen op de zijkanten die de beschrijvers als pleurocoelen aanduidden. Ook de rugwervels zijn amficoel. De voorste zijn gekield. De centra hebben vooraan de reeks een ronde dwarsdoorsnede, achteraan een meer ovale, verticaal gericht. De wervelbogen zijn even hoog als de centra. De doornuitsteeksels bestaan uit vrij brede platen. Het ruggenmergkanaal is vrij breed. Het aantal sacrale wervels is onzeker. Ze zijn sterk afgeplat en missen een kiel. De voorste en middelste staartwervels zijn gekield. Hun doornuitsteeksels zijn smal in zijaanzicht.
Het opperarmbeen, rechts 121,3 millimeter lang, is sterk verbreed aan de uiteinden en 30° om de lengteas gewrongen. Terwijl de meeste verwanten een rechte schacht bezitten is die hier sterk naar buiten gebogen. Bovenaan ontbreekt een groeve tussen de kop en de binnenhoek. Het spaakbeen is slank met een ronde dwarsdoorsnede. De ellepijp is slank en weinig gebogen met een slechts licht verbreed onderste uiteinde. Bovenaan is het zijuitsteeksel richting spaakbeen kort en vrij laag gelegen.
Het darmbeen heeft een kort achterblad. In de uitholling in de onderrand daarvan, voor de aanhechting van de retractorspier van de staart, is naar buiten gedraaid en open in zijaanzicht. Bij het vrij gladde en S-vormig naar binnen gedraaide zitbeen bevindt de robuuste bijlvormige processus obturatorius zich vrij laag, net als bij Kulindadromeus.
Het dijbeen is sterk gekromd met een haaks geplaatste kop zoals bij de meeste basale ornithischiërs. De lengte ervan is geschat op 172 tot 185 millimeter. De trochanter minor is van de trochanter major gescheiden door een diepe kloof en staat wat lager. Tussen de trochanter major en de kop bevindt zich een uitholling, de fossa trochanteris. De vierde trochanter is slank en afhangend. In de buitenzijde van de basis ervan bevindt zich een klein foramen.
Het scheenbeen, links 216,3 millimeter lang, is 80° om de lengteas gewrongen. Bij het bovenvlak steekt de binnenste achterste lob driehoekig uit waarbij de punt iets naar buiten gedraaid is. De schacht is nogal slank.
Het eerste middenvoetsbeen is gereduceerd tot een beensplinter met 60% vande lengte van het tweede middenvoetsbeen. Het is aan het onderste uiteinde verbreed. Het tweede middenvoetsbeen is lang en aan het bovenste uiteinde sterk naar voren verbreed. Het heeft onderaan een scharniergewricht. Het vierde middenvoetsbeen is recht, zonder een buiging naar buiten aan de onderkant, zoals bij meer basale vormen. Het heeft geen scharniergewricht en de vierde teen was dus zijdelings mobieler.

## Fylogenie
Sanxiasaurus werd in 2019 basaal in de Neornithischia geplaatst, onder Hexinlusaurus en boven Lesothosaurus in de evolutionaire stamboom en in een polytomie met Agilisaurus en meer afgeleide soorten. In dat geval is het de eerste basale neornithischiër die uit het Sichuanbekken bekend is en de oudste bekende uit heel Azië.